# Spencer (televíziós sorozat)
A Spencer (eredeti cím: All American) egy 2018-ban bemutatott amerikai televíziós sportdrámasorozat. A műsor alkotója April Blair, a történet pedig a profi amerikai futballjátékos Spencer Paysinger életét dolgozza fel. A főszereplők közt megtalálható Daniel Ezra, Bre-Z, Greta Onieogou, Samantha Logan és Michael Evans Behling.
A sorozatot az Amerikai Egyesült Államokban a The CW mutatta be 2018. október 10-én, Magyarországon az HBO 3 tűzte műsorra 2018. november 28-án.
2025. júniusában berendelték a sorozat nyolcadik, egyben utolsó évadát.

## Cselekmény
Spencer Paysinger egy los angelesi gettónegyedben él családjával, ahol a helyi középiskola amerikai futballcsapatában játszik. Spencer tehetségére azonban felfigyel a beverly hills-i középiskola, akik le akarják szerződtetni saját csapatukba. Spencer anyja és barátja szerint meg kell ragadnia ezt a lehetőséget a kitörésre, emiatt azonban két világ szorításában kell megállnia a helyét.

## Szereplők
| Szereplő            | Színész               | Magyar hang       |
| ------------------- | --------------------- | ----------------- |
| Spencer James       | Daniel Ezra           | Gacsal Ádám       |
| Tamia "Coop" Cooper | Bre-Z                 | Bata Éva          |
| Layla Keating       | Greta Onieogou        | Sodró Eliza       |
| Olivia Baker        | Samantha Logan        | Andrusko Marcella |
| Jordan Baker        | Michael Evans Behling | Brasch Bence      |
| Asher Adams         | Cody Christian        | Ágoston Péter     |
| Grace James         | Karimah Westbrook     | Peller Anna       |
| Laura Fine-Baker    | Monét Mazur           | Pálfi Kata        |
| Billy Baker         | Taye Diggs            | Vajda Milán       |

## Évados áttekintés
| Évad | Évad | Epizódok | Eredeti sugárzás  | Eredeti sugárzás  | Eredeti adó       | Magyar sugárzás      | Magyar sugárzás   | Magyar adó |
| Évad | Évad | Epizódok | Évadpremier       | Évadfinálé        | Eredeti adó       | Évadpremier          | Évadfinálé        | Magyar adó |
| ---- | ---- | -------- | ----------------- | ----------------- | ----------------- | -------------------- | ----------------- | ---------- |
|      | 1    | 16       | 2018. október 10. | 2019. március 20. |                   | 2018. november 28.   | 2019. április 17. |            |
|      | 2    | 16       | 2019. október 7.  | 2020. március 9.  | 2020. január 8.   | 2020. április 22.    |                   |            |
|      | 3    | 19       | 2021. január 18.  | 2021. július 19.  | 2021. május 22.   | 2021. szeptember 25. |                   |            |
|      | 4    | 20       | 2021. október 25. | 2022. május 23.   | 2022. február 23. | 2022. július 6.      |                   |            |
|      | 5    | 20       | 2022. október 10. | 2023. május 15.   | 2023. március 19. | 2023. július 30.     |                   |            |
|      | 6    | 15       | 2024. április 1.  | 2024. július 15.  | 2024. július 27.  | 2024. november 2.    |                   |            |
|      | 7    | 13       | 2025. január 29.  | 2025. május 5.    | 2025. május 24.   | 2025. augusztus 16.  |                   |            |
|      | 8    | 13       | 2026.             | 2026.             | 2026.             | 2026.                |                   |            |